# El Alba Leridana
El Alba Leridana fue un periódico publicado en la ciudad de Lérida.

## Descripción
Nació en 1859 y dejó de editarse en 1870. Su línea editorial defendía los intereses locales de la época y es considerado, pese a estar en español, el iniciador de la Renaixença en la provincia de Lérida, ya que los principales personajes de ese movimiento escribían sus reflexiones en ese diario. Le sucedieron: Aquí estoy (1859-1870), El Cronicón Ilerdense (1875) y la Revista de Lérida (1876).